# SA 8000
La sigla SA 8000 (tecnicamente SA8000:2014; SA sta per Social Accountability) identifica uno standard internazionale di certificazione redatto dal CEPAA (Council of Economical Priorities Accreditation Agency) e volto a certificare alcuni aspetti della gestione aziendale attinenti alla responsabilità sociale d'impresa (o CSR, dall'inglese Corporate Social Responsibility).
Questi sono:
- il rispetto dei diritti umani
- il rispetto del diritto del lavoro
- la tutela contro lo sfruttamento minorile
- le garanzie di sicurezza e salubrità sul posto di lavoro

La norma internazionale ha quindi lo scopo di migliorare le condizioni lavorative a livello mondiale e soprattutto permette di definire uno standard verificabile da enti di certificazione.

## Storia
La norma nasce come aggregazione formata dai principi stabiliti da altri documenti internazionali, quali:
- Convenzioni ILO (Organizzazione internazionale del lavoro);
- Dichiarazione Universale dei Diritti Umani;
- Convenzione Internazionale sui Diritti dell'Infanzia;
- Convenzione delle Nazioni Unite per eliminare tutte le forme di discriminazione contro le donne.

Al 31 marzo 2015 erano 3.490 le imprese al mondo certificate con lo standard SA8000 di cui 1.081 in Italia e 173 in Toscana. Questi numeri hanno fatto della Toscana la prima regione al mondo per imprese certificate (il 16% del totale italiano). Tale record fu il risultato del programma "Fabrica Ethica" della Regione Toscana, che dal 2001 aveva promosso la cultura della Responsabilità Sociale delle Imprese sostenendo la certificazione, anche grazie a misure che, per le imprese virtuose, abbattevano l'Irap dello 0,50%, offrivano un maggiore punteggio nei bandi per la richiesta di contributi e una maggiore visibilità del loro operato. Le azioni di Fabrica Ethica furono realizzate attraverso una condivisione ed una collaborazione multistakeholder, attraverso un organo consultivo e propositivo, la Commissione Etica Regionale – CER, che riuniva gli attori economici e sociali regionali.
In Toscana la responsabilità sociale è disciplinata dalla Legge Regionale 8 maggio 2006 n. 17, 'Disposizioni in materia di responsabilità sociale delle imprese' (pubblicata nel Bollettino Ufficiale della Regione Toscana n. 13 del 12 maggio 2006).

## Descrizione
La norma SA8000, rispetto alle tipiche normative ISO con le quali ha in comune la struttura formale, è un riferimento che per sua natura coinvolge tutta l'azienda.
Il suo impatto e la profondità alla quale si spinge, rispetto ad altre norme "formali", richiede attenzione e partecipazione da parte della direzione, del top management, dei dipendenti, dei fornitori, dei fornitori (subfornitori) e dei clienti.
A titolo esemplificativo, la norma viene verificata con interviste casuali direttamente nei confronti di dipendenti, ad esempio per svelare casi di "mobbing" impossibili da dimostrare mantenendo la verifica a livelli manageriali. Altro esempio può essere l'applicazione nei confronti di subfornitori, tipicamente nel caso di utilizzo di lavoratori irregolari o mal retribuiti che normalmente non sono mai direttamente a contatto con l'azienda certificata.
L'elenco mondiale delle imprese con certificazione SA8000 è reperibile sul sito della SAAS. Al 2019 il numero di tali imprese certificate risulta essere 4042, dislocate in 62 nazioni. L'Italia, nel 2020, è il primo paese al mondo per numero di imprese certificate. Sempre nel sito della SAAS si trovano un elenco degli organismi certificatori.
I temi di dettaglio sponsorizzati dalla SA8000 sono tipicamente:
- Contrasto al lavoro minorile.
- Contrasto al lavoro forzato o obbligato.
- Promozione della salute e sicurezza dell'ambiente di lavoro.
- Tutela della libertà di associazione e diritto alla contrattazione collettiva.
- Contrasto alla discriminazione.
- Contrasto alle pratiche disciplinari non conformi ai diritti umani.
- Rispetto per i tempi di lavoro massimi previsti dalle convenzioni ILO
- Tutela del diritto ad un salario dignitoso.

## Capitoli
i capitoli dello standard SA 8000:2014 sono:
- I. INTRODUZIONE
- 1. Scopo e campo di applicazione
- 2. Sistema di gestione
- II. ELEMENTI NORMATIVI E LORO INTERPRETAZIONE
- III. DEFINIZIONI
- IV. REQUISITI DI RESPONSABILITÀ SOCIALE
- 1. Lavoro infantile
- 2. Lavoro Forzato o Obbligato
- 3. Salute e sicurezza
- 4. Libertà di Associazione e Diritto alla Contrattazione Collettiva
- 5. Discriminazione
- 6. Pratiche Disciplinari
- 7. Orario di lavoro
- 8. Retribuzione
- 9. Sistema di gestione

## Edizioni
| Anno | Descrizione           |
| ---- | --------------------- |
| 1997 | SA 8000 (1ª Edizione) |
| 2001 | SA 8000 (2ª Edizione) |
| 2008 | SA 8000 (3ª Edizione) |
| 2014 | SA 8000 (4ª Edizione) |